# Sul bel Danubio blu
Sul bel Danubio blu (An der schönen blauen Donau) op. 314, è un valzer di Johann Strauss II, riconosciuto a livello mondiale come il valzer più celebre scritto dal compositore e come uno fra i più famosi brani di musica classica di tutti i tempi.

## Le origini
Agli inizi del mese di luglio del 1865, Johann Strauss, appena tornato a Vienna dopo un periodo di riposo in cui si era sottoposto a delle cure termali, ricevette una lettera da parte del prestigioso Wiener Männergesang-Verein (Associazione corale maschile di Vienna) che lo invitava a partecipare alla loro Sommer-Liedertafel (Festival estivo di canto) in programma per il 17 luglio, chiedendogli di comporre per l'occasione un nuovo valzer. A distanza di diciotto anni da quando aveva scritto il suo primo valzer dedicato all'associazione, Sängerfahrten op. 41, Strauss fu tuttavia costretto a rifiutare la proposta. Johann Strauss diede la motivazione del suo rifiuto in una lettera indirizzata all'associazione in data 8 luglio 1865:
(Johann Strauss)
Questa promessa, tuttavia, non venne mantenuta nemmeno per il 1866; ma, in ogni caso, durante l'estate e l'autunno di quell'anno, dietro le insistenti sollecitazioni da parte dell'Associazione, Johann Strauss cominciò la composizione del suo primo valzer corale, che sarebbe poi diventato celebre in tutto il mondo con il titolo di An der schönen blauen Donau.
La sconfitta militare dell'Austria da parte delle forze prussiane a Königgrätz (oggi Sadowa) il 3 luglio 1866, gettarono nella disperazione tutti i settori dell'Impero asburgico, e ciò mise in dubbio anche i festeggiamenti del carnevale del 1867. In considerazione dello stato d'animo prevalente, la Wiener Männergesang-Verein decise di sostituire l'annuale Sommer-Liedertafel con un programma serale più tranquillo. Strauss, in gran fretta, cominciò ad adattare gli schizzi del suo valzer in tempo per poter essere presentato all'inaugurazione del Faschings-Liedertafel (Festival di Carnevale di canto), originariamente previsto per il 10 febbraio 1867 nella Dianabad-Saal, ma successivamente rimandato al 15 febbraio.
Inizialmente l'associazione ricevette un accompagnamento per coro formato da quattro sezioni di valzer, senza introduzione e con una breve coda (tale versione andò in stampa nel gennaio 1867); poco dopo, Johann Strauss presentò un accompagnamento completo per pianoforte scritto frettolosamente e recante le scuse dell'autore:
(Johann Strauss)
Il poeta ufficiale dell'associazione corale, Josef Weyl (1821-1895), di professione funzionario di polizia e amico d'infanzia del compositore, ebbe il compito di scrivere un testo, a tratti spiritoso, a tratti satirico e ironico, da accompagnare ai quattro valzer e alla coda, che fosse in grado di esortare i contadini, i finanzieri, i costruttori, i proprietari terrieri, gli artisti e i politici a tornare a ballare durante i festeggiamenti del carnevale, nonostante la gravità della situazione politica che l'Impero e tutti gli strati della società stavano vivendo in quel momento.
Weyl aveva già completato il suo compito quando Strauss presentò una quinta sezione valzer, che obbligò il poeta a modificare il testo del quarto valzer e aggiungere un testo riveduto alla coda.

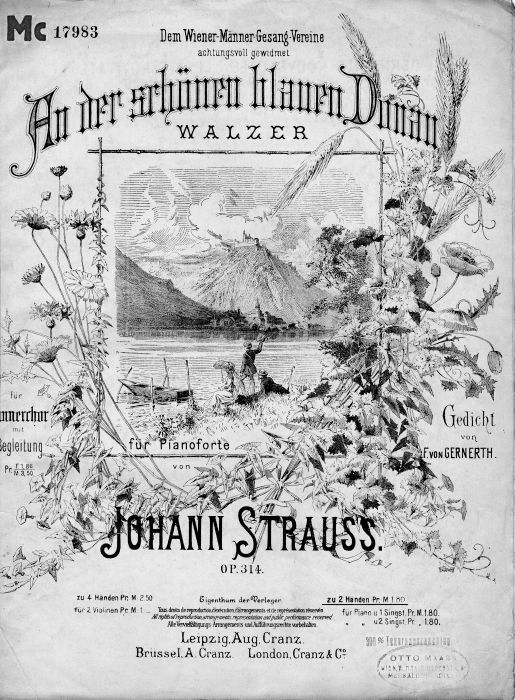
Copertina dello spartito del valzer del Danubio Blu

Le prove iniziarono a metà gennaio, ma ancora alla fine del mese non era stato ancora trovato un nome adatto per il valzer. Il titolo An der schönen blauen Donau (Sul bel Danubio blu) venne scelto estrapolandolo da una delle poesie malinconiche della raccolta Stille Lieder (Canti tranquilli) di Carl Isidor Beck (1817-1879), An der Donau. In tale lavoro era contenuta anche la frase An der schönen, blauen Donau liegt mein Dorfchen... che venne appunto scelta come titolo ma, tuttavia, non si è certi di chi abbia scelto di attribuire tale titolo al valzer di Strauss; infatti nel testo di Weyl non vi è alcun riferimento al Danubio.
Soltanto poco prima della prima rappresentazione si decise di arricchire il nuovo valzer con un accompagnamento orchestrale, e Strauss vi aggiunse la celebre introduzione con il tremolo dei violini, oggi nota in tutto il mondo. Poiché al momento della prima esecuzione il compositore e l'orchestra Strauss si sarebbero già dovuti esibire alla Corte Imperiale, i circa 130 componenti della Wiener Männergesang-Verein vennero diretti dal loro maestro di coro Rudolf Weinwurm, e vennero accompagnati dall'orchestra del 42º Reggimento di Fanteria del re Giorgio V di Hannover, temporaneamente di stanza a Vienna.
Nonostante l'eccessiva durata della serata (5 ore nel caldo soffocante, con due file di signore sedute sulle sedie e oltre 1.200 spettatori di sesso maschile in piedi dietro di loro), An der schönen blauen Donau (sesto punto di nove nel programma) venne applaudito ripetutamente con grande entusiasmo del pubblico. Anche se il recensore del Die Debatte und Wiener Lloyd affermò che:
(Die Debatte und Wiener Lloyd)
l'acclamazione accordata dal pubblico all'esibizione fu dovuta in parte allo spiritoso contributo di Weyl. L'ironia delle parole di Weyl è chiaramente rintracciabile nel primo versetto:
L'idea di abbandonarsi alla felicità e al divertimento di fronte alle avversità prosegue anche nella seconda strofa:
Il critico del Fremden Blatt osservò:
(Fremden Blatt)
Il recensore per la Die Presse, fece eco al collega, aggiungendo profeticamente:
(Die Presse)
I viennesi poterono ascoltare la versione orchestrale del valzer (completa di introduzione e coda), domenica 10 marzo 1867 nel Volksgarten al tradizionale concerto dell'orchestra Strauss, quell'anno straordinariamente sotto la direzione congiunta di tutti e tre i fratelli, in occasione del carnevale. Johann stesso condusse il suo lavoro, (terzo punto su un programma di 24 brani composti per le celebrazioni del carnevale dai tre fratelli) che venne accolto da un tripudio di applausi.
Il lavoro ebbe tale successo che alcuni anni più tardi, il compositore Johannes Brahms, grande amico e ammiratore di Strauss, sotto alcune note del valzer mise una sua firma scrivendo:
(Johannes Brahms)
In seguito, un nuovo testo venne scritto nel 1890 da Franz von Gernerth (1821-1900), con le parole: Donau so blau... ("Danubio così blu...").
Il valzer An der schonen blauen Donau viene eseguito ogni anno, come secondo fuori programma, durante il Neujahrskonzert (Concerto di Capodanno) dei Wiener Philharmoniker.

## Versione corale

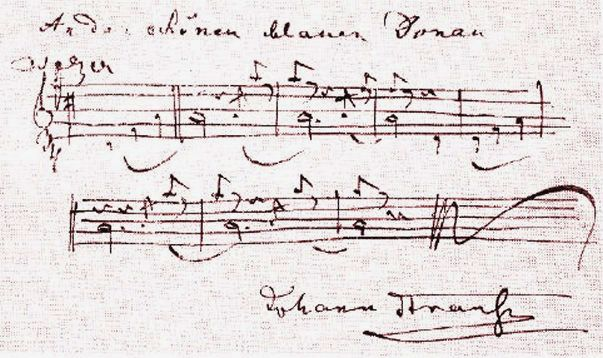
Alcune note del valzer autografate da Johann Strauss.

Viene di seguito riportato parte del testo scritto per An der schönen blauen Donau da Franz Von Gernerth nel 1890, in lingua originale e in italiano:
durch Tal und Au wogst ruhig du hin,

dich grüßt unser Wien, dein silbernes Band

knüpft Land an Land und fröhliche Herzen

schlagen an deinem schönen Strand.
Weit vom Schwarzwald her eilst

du hin zum Meer,

spendest Segen allerwegen,

Ostwärts geht dein Lauf,

nimmst viel Bruder auf:

Bild der Einigkeit für alle Zeit!

Alte Burgen Seh'n nieder von den Höh'n,

grüssen gerne dich von ferne

und der Berge Kranz,

hell vom Morgen glanz,

spiegelt sich in deiner Wellen Tanz.
Die Nixen auf dem Grund,

die geben's flüsternd kund,

was alles du erschaut,

seit dem über dir der Himmel blaut.

Drum schon in alter Zeit

ward dir manch Lied geweiht;

und mit dem hellsten Klang preist

immer auf's Neu dich unser Sang.
Halt an deine Fluten bei Wien,

es liebt dich ja so sehr!

Du findest, wohin du magst zieh'n,

ein zweites Wien nicht mehr!

Hier quillt aus voller Brust

der Zauber heit'rer Lust,

und treuer, deutscher Sinn streut

aus seine Saat von hier weithin.»
attraverso la valle e il campo là tu scorri quieto,

la nostra Vienna ti dà il benvenuto, il tuo nastro d'argento

lega tutte le terre e rallegri il cuore

toccato sulla tua riva leggiadra.
Lontano dalla Foresta Nera

qua tu corri verso il mare

dispensando benedizione ovunque.

Verso l'oriente va il tuo corso,.

accogliendo molti fratelli,

immagine di pace per tutti i tempi!

Antichi castelli ti guardano dall'alto,

salutano lieti da lontano

e dalla corona dei monti,

chiara dallo splendore del mattino,

che si specchia nelle tue onde danzanti.
Le sirene dal letto del fiume,

sussurrano come il corso del fiume,

tu sei udito da tutto ciò che sta

sotto il cielo blu.

Il rumore del tuo passaggio

è una canzone di tempi lontani

e con i suoni più brillanti

non se li porta mai via.
Ferma il tuo corso a Vienna,

che ti ama così tanto!

In qualunque luogo in cui te ne andrai

non troverai mai nessun luogo come Vienna!

Qui si riversa a pieno petto

la magia di desideri felici,

e un sincero, germanico sentimento spande

dal suo seme di qui molto lontano.»